# ビッグローブ光
ビッグローブ光（ビッグローブひかり）は、ビッグローブ株式会社が運営するインターネット光回線サービス。NTT東日本が運営するインターネット光回線サービス。NTT東日本・NTT西日本の光回線とBIGLOBEのプロバイダ接続サービスを一つにまとめた光コラボレーションモデル。フレッツ光と同じ、通信速度最大1Gbpsの光回線とIPv6接続（IPoE方式）の採用が特徴。光コラボレーションはフレッツ光の光回線が使われているサービスだが、通常のフレッツ光と異なり、インターネットサービスプロバイダと光回線の契約・請求がプロバイダに一本化。通常のフレッツ光だとフレッツ光とプロバイダを個別に契約・料金の支払いを行わなければいけないが、光コラボは1つにまとまっており、月額料金にプロバイダ料が含まれている。そのため、フレッツ光のように別途費用はかからず支払いがシンプルである。法人向けサービス「法人ビッグローブ光」もあり、接続方式や提供エリアは個人向けと同様。オフィスのインターネット回線をはじめ、店舗・病院・学校・集合住宅の共用部など、さまざまな用途で利用されている。モバイル回線では通信状況が悪い、地下のテナントなどでの利用にも適している。

## 特徴
NTT東西と同じサービスエリアで最大1Gbpsの光回線を使用。ビッグローブ光はIPv6接続（IPoE方式）を採用しており、地域や時間帯の影響を受けにくく、夜間でも快適に使用できる。 
IPv4の場合、払い出せるIPアドレスは約43億個といわれ、すでにIPアドレスの在庫が枯渇している。新規にIPアドレスが発行できなくなれば、新しい機器をインターネットにつなげないなど、ネットワーク拡大に支障が出る。そしてインターネットの速度低下にもつながる。そこで登場したのがIPv6。IPv6が割り振れるIPアドレスの数は約340澗（340兆の1兆倍の1兆倍）個と膨大で、次世代のプロトコルとして注目されている。
ビッグローブ光はIPv6に対応したプロバイダの光回線と対応機器を利用することで、特に夜間に混雑するPPPoE方式ではなく、広帯域の次世代ネットワークであるIPoE方式を利用できる。
IPv6（IPoE方式）接続のメリットはインターネットの通信速度が快適になることだが、IPv6ならどんな方式でも通信速度が快適になるわけではない。大切なのは「IPoE方式」であること。PPPoE方式は、通信のボトルネックになるISP相互接続点 (POI) を経由する必要があるが、IPoE方式はISP相互接続点 (POI) を経由せずにインターネットが利用できる。IPv4ではPPPoE方式しか使えないが、IPv6はPPPoE方式に加えIPoE方式を使うことができる。
つまりIPoE方式によるIPv6接続は、IPv4に比べ利用者がまだ少なく回線の混雑が少ない。また通信のボトルネックになるISP相互接続点 (POI) を通らない。というメリットがある。
その反面、デメリットもある。
- IPv6に対応している機器やサービスしか使えない。
IPv4にしか対応していないネットワーク機器やサービスでは、IPv6は使えない。IPv6に対応していないサービスの例として、固定IPやDNS、VPNサービス、特定ポートを使用するサービス、複数ユーザーでIPアドレスを共有すると利用できないサービス、外部へのサーバー公開がある。プロバイダ自体がIPv6に対応していてもIPoE接続が使えない場合もあり、その際はプロバイダの変更も検討せねばならない。
- IPv4との互換性がないため、個別の通信設計が必要になる。
IPv6とIPv4は互換性がないため、IPv6に移行する際、新たに個別の通信設計が必要になる。特にセキュリティ面は正しく設定を行わないと、IPv4よりもレベルが落ちてしまう可能性がある。

## サービス

### 対応エリア
特徴はエリアの広さ。NTTとのコラボレーション回線であることから、フレッツ光と同エリアに対応。全都道府県で利用できる。
NTT東日本エリア
北海道、青森、秋田、岩手、山形、宮城、福島、栃木、群馬、茨城、千葉、埼玉、東京、神奈川（静岡の一部含む）、山梨、新潟、 長野
NTT西日本エリア
富山、石川、福井、岐阜、静岡、愛知、三重、滋賀、京都、大阪、兵庫、奈良、和歌山、鳥取、島根、岡山、 広島、山口、徳島、香川、愛媛、高知、福岡、佐賀、長崎、熊本、大分、宮崎、鹿児島、沖縄
- 山間部や離島など、一部利用できないエリアあり。
- 住まいによっては、最大200Mbps、または100Mbpsの回線タイプとなることがある。最大通信速度は利用機器、宅内配線、回線の混雑状況などによって低下する場合あり。

### その他のサービス
ビッグローブ光には以下のオプションサービスが用意されている。
- ビッグローブ光電話
光回線を利用したIP電話サービス「ビッグローブ光電話」は現在利用している電話機と電話番号をそのまま使える。また、ビッグローブ光電話を利用することで常時IPv6接続（IPoE方式）が可能となり、IPv6対応ページだけでなく、これまでのIPv4対応ページも快適に読み込むことができる。地域や時間帯の影響も少ない。
- ビッグローブ光テレビ
アンテナの代わりに光回線を使い、地デジ対応テレビで地上波デジタル放送やBSデジタル放送を視聴できる。
- セキュリティセット・プレミアム
ウイルスや迷惑メールなどに対処する。無期限のため更新手続きは必要なく、パソコン、スマートフォンともに対応する。端末の紛失・盗難対策も可能。
- BIGLOBEお助けサポート
パソコンやスマートフォン、タブレットに関する不明点を、専門スタッフに365日電話相談できる。
- インターネット端末保証
ビッグローブ光に接続（Wi-Fi接続含む）しているパソコン、タブレットの自然故障、水濡れ、破損、落雷などによる故障の際に修理・交換を行う。
- 暮らしのトラブル相談
出産・子育てから介護・健康、お金にまつわる暮らしの相談など、多岐にわたるジャンルで専門家への電話相談が可能。
- U-NEXT for BIGLOBE
日本最大級のビデオオンデマンドサービス。雑誌も80誌以上読み放題。

## 法人ビッグローブ光
法人向けサービス「法人ビッグローブ光」の接続方式は、個人向けと同様のIPv6（IPoE方式）接続である。
※個人向けサービスとは性質が大きく異なるため、詳細は省略する。

### 対応エリア
個人向けと同様。ＮＴＴとのコラボレーション回線であることから、ＮＴＴフレッツ光と同エリアに対応。全都道府県で利用できる。